# Vilvoorde
Vilvoorde (Frans: Vilvorde) is een stad in de Belgische provincie Vlaams-Brabant. De stad telt ruim 48 000  inwoners en is hiermee de op één na grootste van de provincie. Vilvoorde ligt aan de Zenne en het Zeekanaal Brussel-Schelde en was traditioneel een industriestad. De gemeente wordt gerekend tot de streek Brabantse Kouters. Vilvoorde is vergroeid met de Brusselse agglomeratie en is aldus een typevoorbeeld van een voorstad.

## Geschiedenis

### Ontstaan
Vilvoorde ontstond op de plaats waar de Romeinse heirbaan van Asse naar Elewijt de Zenne kruiste. Hiervoor bestond er waarschijnlijk ook al een Nervische nederzetting op deze plaats, waar de Zenne gemakkelijk doorwaadbaar was.

### Middeleeuwen
Sinds het einde van de twaalfde eeuw begon Vilvoorde zich te ontbolsteren tot een kleine stad. Vilvoorde was de inzet van een langdurige rivaliteit tussen de hertogen van Brabant en de heren van Grimbergen. Om zich te verzekeren van de steun van de bewoners in de conflicten met het machtige graafschap Vlaanderen, verleende hertog Hendrik I van Brabant in 1192 de stad een vrijheidskeure. De vrijheidskeure liet Vilvoorde toe de stad te omwallen en de ambachtelijke producten vrij te exporteren. Deze relatieve onafhankelijkheid en de rechten die men als inwoner kreeg, lokten heel wat mensen naar Vilvoorde. In 1208 liet hertog Hendrik I van Brabant de Woluwe omleiden van Diegem via Machelen naar Vilvoorde om de hertogelijke molens van water te voorzien.
Het hoogtepunt van zijn bloei beleefde Vilvoorde in de 14de eeuw. De stad was een belangrijk centrum dat met Leuven en Brussel wedijverde om de belangrijkste stad van Brabant te worden. Exemplarisch hiervoor is het huwelijk van Lodewijk van Male, de latere graaf van Vlaanderen, met Margaretha van Brabant, dochter van de hertog van Brabant, op 6 juni 1347 in Vilvoorde. Uit deze periode dateren verschillende grote bouwwerken. In 1357 werd de stad helemaal omwald. Deze vesten hadden vijfentwintig wachttorens en vier poorten. De bouw van de Onze-Lieve-Vrouw-van-Goede-Hoopkerk werd gestart in 1342. Het hertogelijk kasteel werd gebouwd in 1375, voornamelijk om te functioneren als staatsgevangenis, maar ook om defensieredenen in de concurrentiestrijd met Brussel en Leuven. De centrale ligging zorgde ervoor dat Vilvoorde militair een sleutelpositie kon innemen. In de 14de eeuw werd Vilvoorde een militair hoofdkwartier en een legerstandplaats, wat het tot in de 21ste eeuw gebleven is.
De handel en de lakennijverheid waren in volle bloei. Tegelijkertijd groeide ook het belang van de Zenne als verkeersader voor het goederenvervoer. De stedelijke nijverheid was voornamelijk gebaseerd op de lakennijverheid en de zandsteengroeves in de buurt. Deze laatsten gebruikten Vilvoorde als binnenhaven op de Zenne.

### Vroegmoderne Tijd

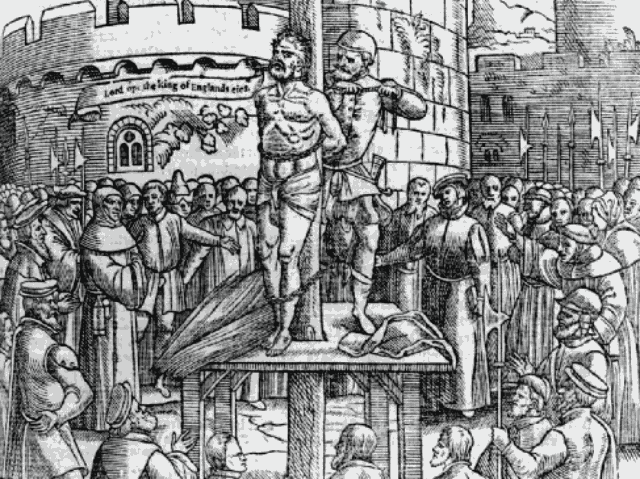
William Tyndale op de brandstapel in Vilvoorde. Uit: Foxe's Martyrs.

Vanaf de 15de eeuw beleefde Vilvoorde een geleidelijke achteruitgang. Een algemeen verval van de lakennijverheid in Vlaanderen, de ontvolking ten gevolge van epidemieën, godsdienstoorlogen en de sterke concurrentie van de sterk groeiende buur Brussel vormen hiervoor de belangrijkste redenen.
Op 6 oktober 1536 kwam de Engelse protestant William Tyndale die de eerste Engelse Bijbelvertaling verzorgde, te Vilvoorde op beschuldiging van ketterij op de brandstapel terecht. Op 14 september 1568 wordt Jan van Casembroot onthoofd in opdracht van de hertog van Alva. Jan was edelman, dichter en secretaris van graaf van Egmont. Nadat in 1586 het convent van de karmelietessen in Steenvoort (Peutie) werd vernield, hervestigde de kloosterorde zich in het vervallen Sint-Niklaasgasthuis op de Meer (Leuvensestraat).
Ondertussen sluimerde de stad langzaam maar zeker in om te verworden tot een onbelangrijk provincienest. Het kasteel viel tot puin, de kerken konden niet meer onderhouden worden, de statige herenhuizen vervielen. Dit verval zou blijven aanhouden tot in de 19de eeuw, toen de stad onder de impuls van de Industriële Revolutie een snelle opgang kende.
Aan het einde van de achttiende eeuw werd het vervallen kasteel afgebroken en vervangen door wat toen als de tweede 'moderne' gevangenis van de Zuidelijke Nederlanden werd beschouwd: het Tuchthuis.

### 19e eeuw

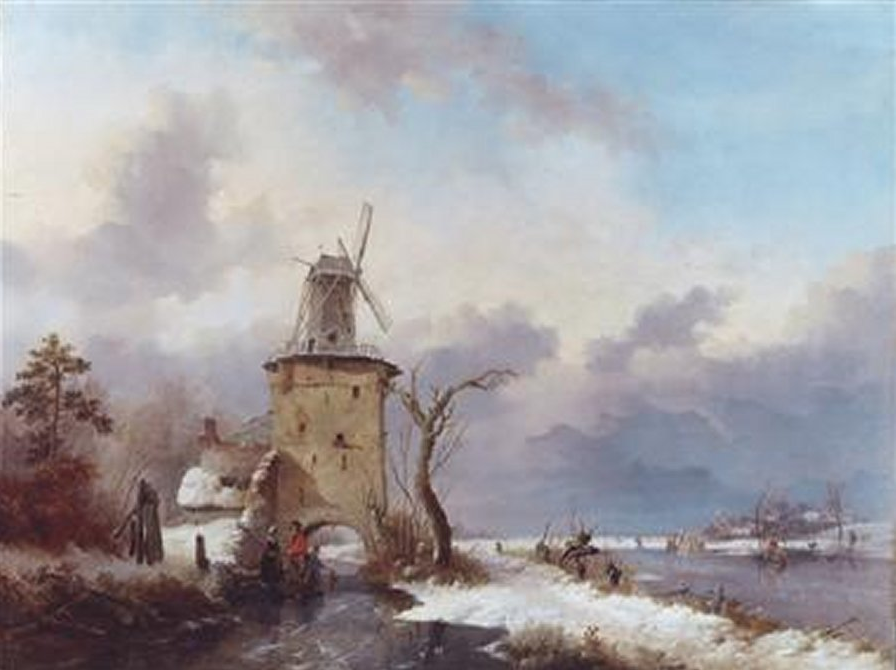
De Spuymolen in 1844, in 1872 gesloopt voor een verbreding van de Zenne.

Vilvoorde was een van de eerste Europese steden die genoot van de nieuwe industriële ontwikkeling van de late 19de en vroege 20ste eeuw. Vilvoorde ontwikkelde zich geleidelijk tot een belangrijk industriecentrum.
De ligging op enkele kilometer van de hoofdstad en de gemakkelijke verkeersverbindingen stimuleerden die opbloei. In 1835 werd de eerste spoorweg op het vasteland getrokken tussen Brussel en Mechelen, en werd Vilvoorde een van de eerste stopplaatsen. De Willebroekse vaart, die ca. 1830 verdiept werd, zag weldra meerdere fabrieken aan haar oevers gevestigd.
Het gebied tussen de Zenne, het kanaal en de spoorweg was een uitgelezen vestigingsplaats voor nieuwe industrieën die gebruik konden maken van de unieke combinatie van verbindingswegen.
In het midden van de 19de eeuw werden grote openbare werken tot stand gebracht. Wat overbleef van de middeleeuwse stad moest hiervoor verdwijnen. De resten van de oude wallen en poorten werden gesloopt en geëffend, de Zenne werd buiten de stad gelegd. Het begijnhof, de Pastoorstraat en de Kattestraat verdwenen en in de plaats kwamen brede lanen en pleinen. Het Hanssenspark werd aangelegd en voor de nieuwe rijken werd een nieuwe wijk gebouwd aan het station. Als bekroning werd in 1870 het oude stadhuis van 1489 afgebroken en een nieuw neoclassicistisch stadhuis gebouwd.
In de winter van 1871-1872 moest Vilvoorde afrekenen met een tyfusplaag.
In 1893 werd de watertoren ingehuldigd door koning Leopold II en tussen 1893 en 1896 werd de Zenne overwelfd. Later kreeg deze nog een nieuwe, meer westelijke bedding. De vroegere bedding liep juist ten westen van de Vissersstraat en onder de huidige Zennelaan. In 1898-1899 werd het Hanssenspark aangelegd op de plaats van de voormalige stadsomwalling en vestingvijver.

### 20e en 21e eeuw

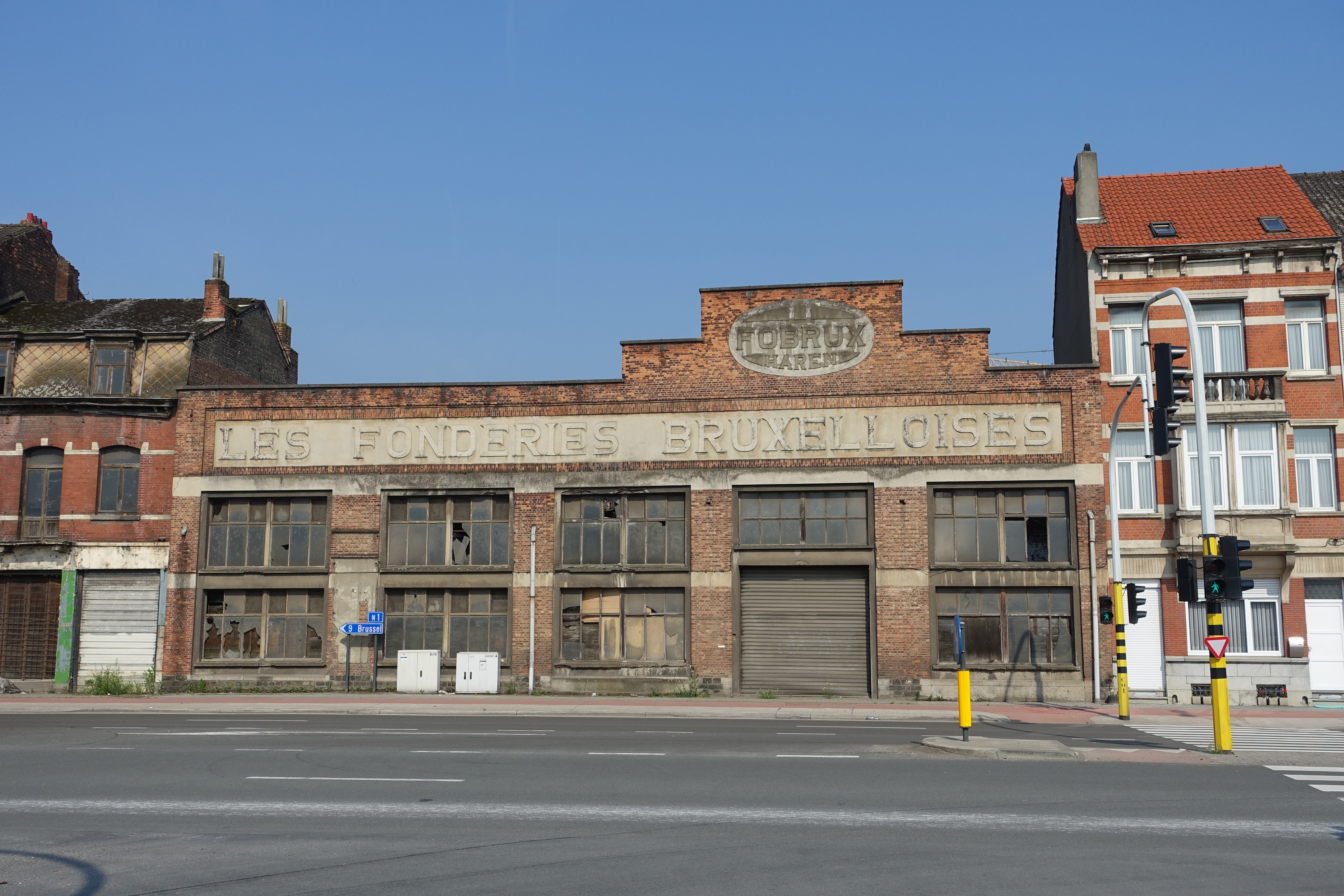
Voorgevel van voormalig bedrijf Fobrux Haren (Fonderies Bruxelloises)

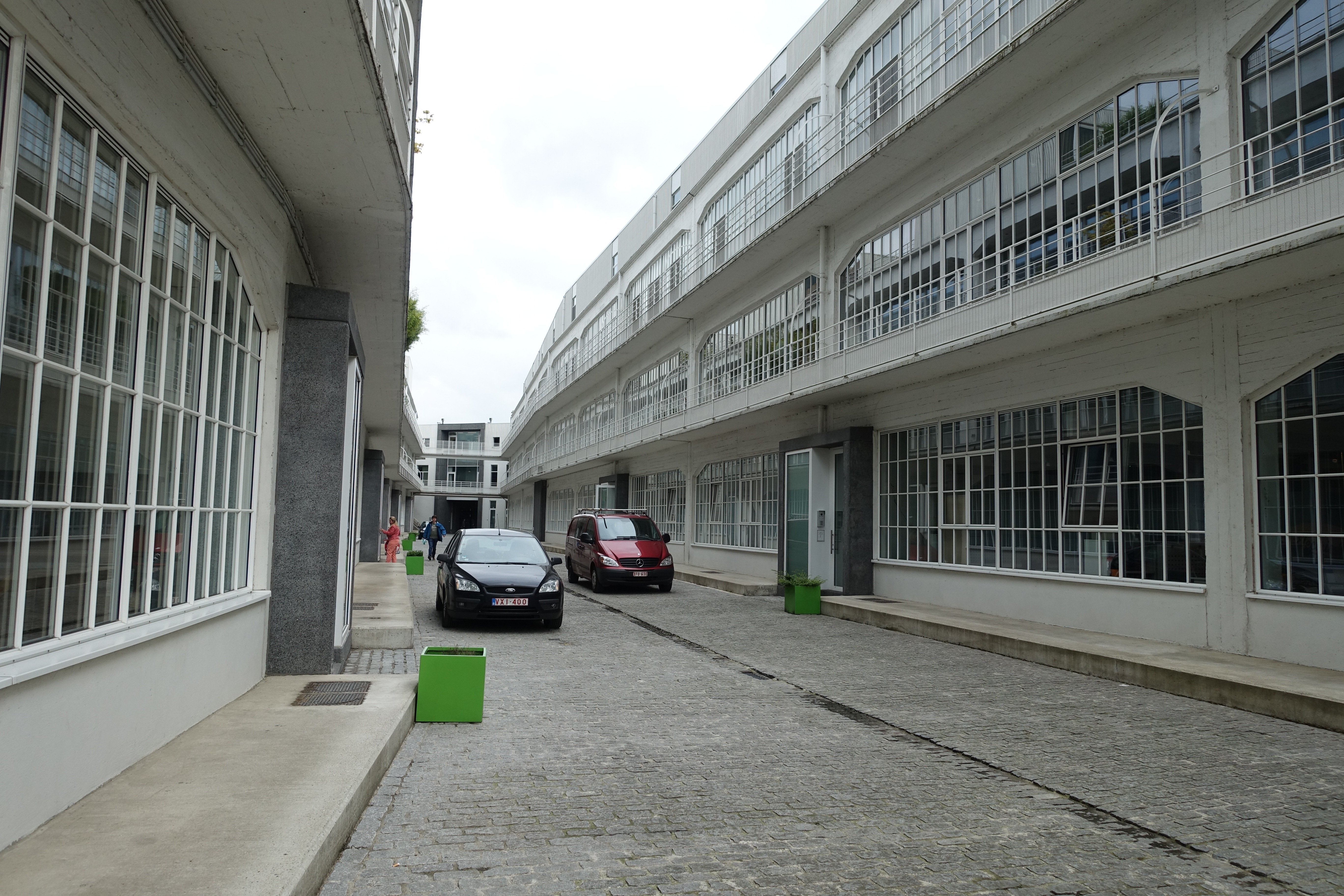
Gebouwen van Woestijnvis en Humo, voormalig bedrijvencentrum L'Industrielle

In de 19de eeuw had Vilvoorde nog overwegend een provinciaal karakter. De industriële expansie in de 20ste eeuw zou de stad een metamorfose doen ondergaan. De Willebroekse vaart voldeed niet meer aan de moderne scheepvaart. Zij werd van 1900 tot 1922 verbreed en verdiept tot een zeekanaal, geschikt voor schepen van 105 meter lengte en 5,80 meter diepgang. Vilvoorde kreeg een binnenhaven langs het kanaal, later nog met een havendok uitgebreid. De kanaalzone werd de geschiktste plaats voor de vestiging van nieuwe fabrieken.
Bedrijven met klinkende namen vestigden zich in Vilvoorde:
- Kantfabriek Legrand (textiel, 1864-1982) in de stationswijk
- Hanssens-Hap (eerst textiel, later maalderij en voedingswaren)
- Delacre (koekjes, 1880-1992)
- Favier (in de volksmond ’t Poeierke, buskruit, 1887-1919), nu de Kruitfabriek.
- Duché (chemie, 1890-heden)
- Molens Drie Fonteinen (maalderij, 1893-1984) aan het kanaal
- Fondu (auto's, 1906-1912/1915), daarna La Mondiale (jaren 10 - jaren 30)
- Forges de Clabecq (cokes, 1912-1986) ten noordwesten van het centrum
- Ça-va-seul (poetsmiddelen, 1919-1989)
- Fobrux (metaalgieterij, 1920-1970) vlak bij de grens met Haren
- National Radiator Company en Ideal Standard (sanitair) in de Radiatorenstraat
- Scapi (sanitaire kranen en fittings)
- Almo Luxe (keukengerei)
- Levis (verf), nu AkzoNobel
- L’Industrielle (bedrijvencentrum, 1924-1970), gebouwen nu in gebruik door Woestijnvis, Humo en SBS Belgium en de Kruitfabriek.
- Renault (auto's, 1925-1997)
- Van Leeuwen Buizen (1947-heden)

Gas- en cokesfabrieken en elektriciteitscentrales zorgden voor de nodige energie:
- stedelijke gasfabriek (later Sibelgas) naast de kerk in het centrum van de stad (later gesloopt voor de bouw van assistentiewoningen)
- gas- en cokesfabriek van Forges de Clabecq
- thermische centrale van Electrabel, gebouwd in 1960 als de centrale thermique de Pont-Brûlé door Interbrabant en in 2009 verkocht aan E.ON

De verschillende fabrieken in Vilvoorde werden bediend door de Chemin de Fer Industriel, die actief was van 1908 tot 1996.
In het begin van de twintigste eeuw werd de Schaarbeeklei aangelegd, waarop op 26 september 1908 de Brusselse tramlijn 58 verlengd werd van het Liedtsplein in Schaarbeek tot in Vilvoorde. In Vilvoorde maakte de tram een lus door het centrum van Vilvoorde via het Heldenplein, Nowélei, Leuvensestraat, Grote Markt, Bergstraat en Portaelsplein. De Grote Markt fungeerde als eindpunt van de tramlijn.
Tijdens de Tweede Wereldoorlog werd er door het NSKK in de Telegraaf-kazerne een opleidingsschool voor het NSKK gevestigd. Zowel Nederlanders als Vlamingen werden er tot chauffeur of bijrijder opgeleid. Na de oorlog werd de kazerne gebruikt door het Belgische leger. De kazerne, gelegen aan de Kazernestraat, werd in de jaren tachtig afgebroken.
Het industriegebied is intussen nog flink uitgespreid over verscheidene zones o.a. tussen het station en de autosnelweg E19.
Meer dan 100 bedrijven hebben zich in de industriezones gevestigd. De industriële expansie ging gepaard met een snelle bevolkingsaangroei. In het midden van de 19de eeuw telde Vilvoorde een 7.000-tal inwoners, in de 21ste eeuw is dit aangegroeid tot meer dan 40.000 inwoners.
In 1972 werd een nieuwe verhoogde kanaalbrug, de Europabrug, in gebruik genomen.
De economische recessie in de jaren 1970 sloeg in het sterk geïndustrialiseerde Vilvoorde erg hard toe. Verscheidene belangrijke bedrijven sloten hun deuren. Vilvoorde torste het imago van lelijke, verouderde industriestad. De enorme site van Forges de Clabecq werd aan het einde van de jaren 80 gesloopt, maar de nodige sanering werd pas twintig jaar later uitgevoerd. Rond dezelfde tijd werd gestart met de overwelving van de Zenne in Vilvoorde. In 1992 werd de Brusselse stadstram verbannen uit het centrum, vanwege instortingsgevaar van de kerk op het Heldenplein, om in 1993 definitief te verdwijnen uit Vilvoorde. Op de locatie van de hoofdkazerne aan de Mechselsesteenweg, in 1987 afgebroken, werd in de eerste helft van de jaren 90 het Tyndalepark aangelegd.
Na de sluiting van de Renault-fabriek in 1997, werd een kentering ingezet met de start van de renovatie van de O.L.V.-kerk, die tientallen jaren zou duren, en de heraanleg van de Nowélei en het Heldenplein. In de 21ste eeuw werd er op dezelfde weg doorgegaan met onder andere de volledige heraanleg van het cultureel centrum Bolwerk en de eerste uitvoeringen op terrein van het Watersite-project. Dit laatste project werd opgestart in 1998 als antwoord op de sluiting van Renault Vilvoorde en heeft als doel de oude industriegronden langs het kanaal, brownfields, te saneren en er nieuwe stadswijken aan te leggen. Dit deed het inwonersaantal al fel stijgen (tot meer dan 40 duizend), en zal dit nog meer doen wanneer meer delen van het project worden opgevuld. Vooral de nabijheid van Brussel is een sterke aantrekkingsfactor.

## Geografie

### Kernen en wijken

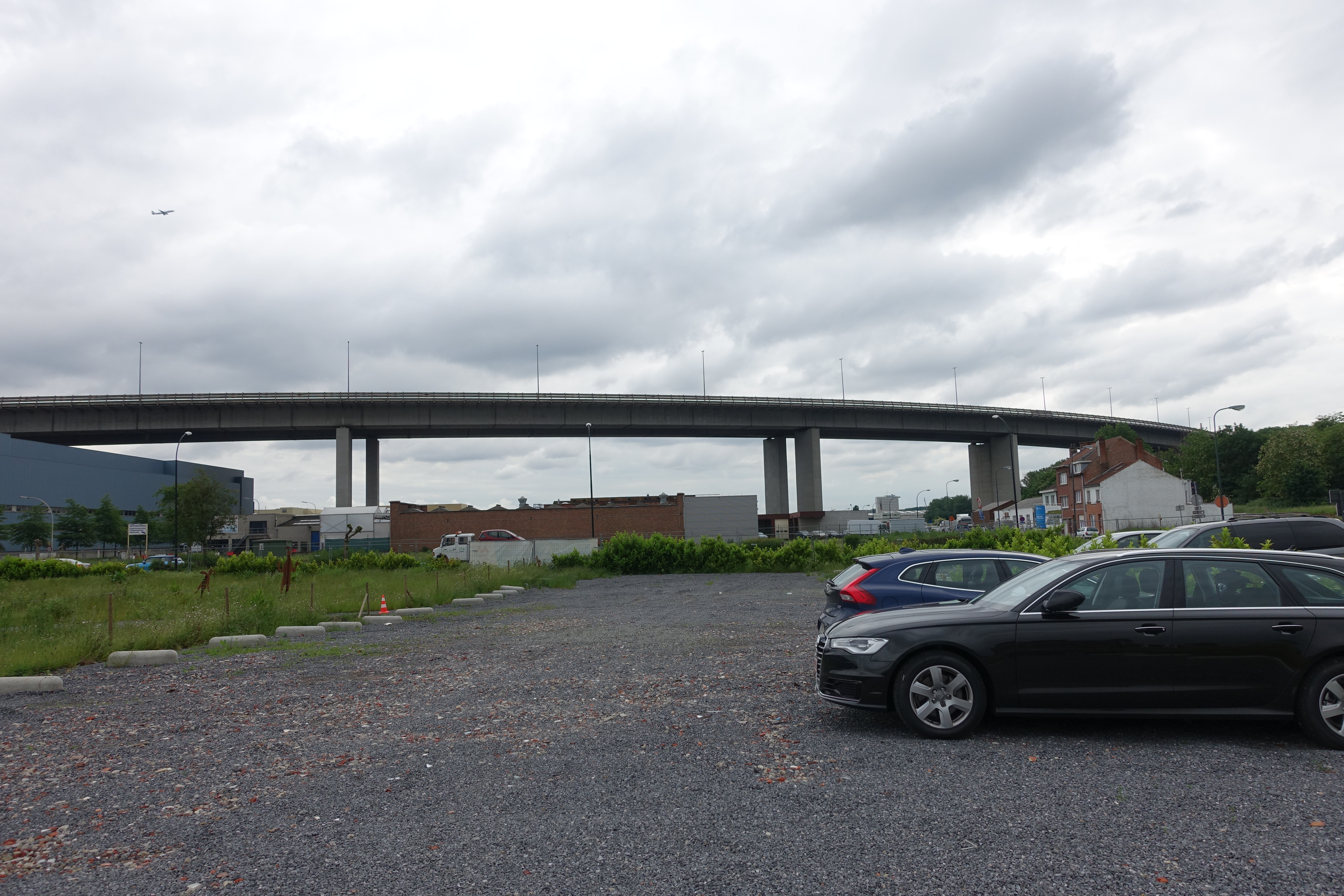
De wijk 'Broek' ligt niet ver van de Viaduct van Vilvoorde. Braakliggend terrein voor nieuwe wijk '4 Fonteinen'.

De gemeente telt naast Vilvoorde zelf nog deelgemeente Peutie.
Ondanks zijn beperkte grootte kent Vilvoorde toch verschillende wijken die elk een specifiek karakter hebben. Behalve de wijk Far-West is er nog het Faubourg en de wijk Broek. Aan de westzijde van het kanaal Brussel-Schelde, vindt men het gehucht Drie Fonteinen en de wijk Kassei.
In het noordoosten van Vilvoorde ligt de eerder landelijke wijk Houtem. In het zuidwesten van de gemeente, verder van het centrum, liggen de wijk Koningslo met de stedelijke buurten het Voor en Mutsaard. Deze laatste twee buurten zijn vergroeid met de bebouwing van Strombeek-Bever, Laken en Neder-Over-Heembeek.

### Deelgemeenten
| # | Naam      | Opp. (km²) | Inwoners (2020) | Inwoners per km² | NIS-code |
| - | --------- | ---------- | --------------- | ---------------- | -------- |
| 1 | Vilvoorde | 18,44      | 42.682          | 2.314            | 23088A   |
| 2 | Peutie    | 3,01       | 2.717           | 903              | 23088B   |

## Bezienswaardigheden
- De Onze-Lieve-Vrouw van Goede Hoopkerk
- De Basiliek en klooster van Onze-Lieve-Vrouw van Troost
- Het Onze-Lieve-Vrouwegasthuis
- Het Tuchthuis
- Het Monnikhof
- Het Dominicanenklooster
- De Kijk Uit
- Het Domein Drie Fonteinen
- Living Tomorrow, het "Huis van de Toekomst"
- De sociale strijd rond de sluiting van Renault Vilvoorde werd door beeldhouwer Rik Poot vertaald in het monumentale beeld "Strijd voor Arbeid", dat nu prijkt op de rotonde bij het binnenrijden van de stad.

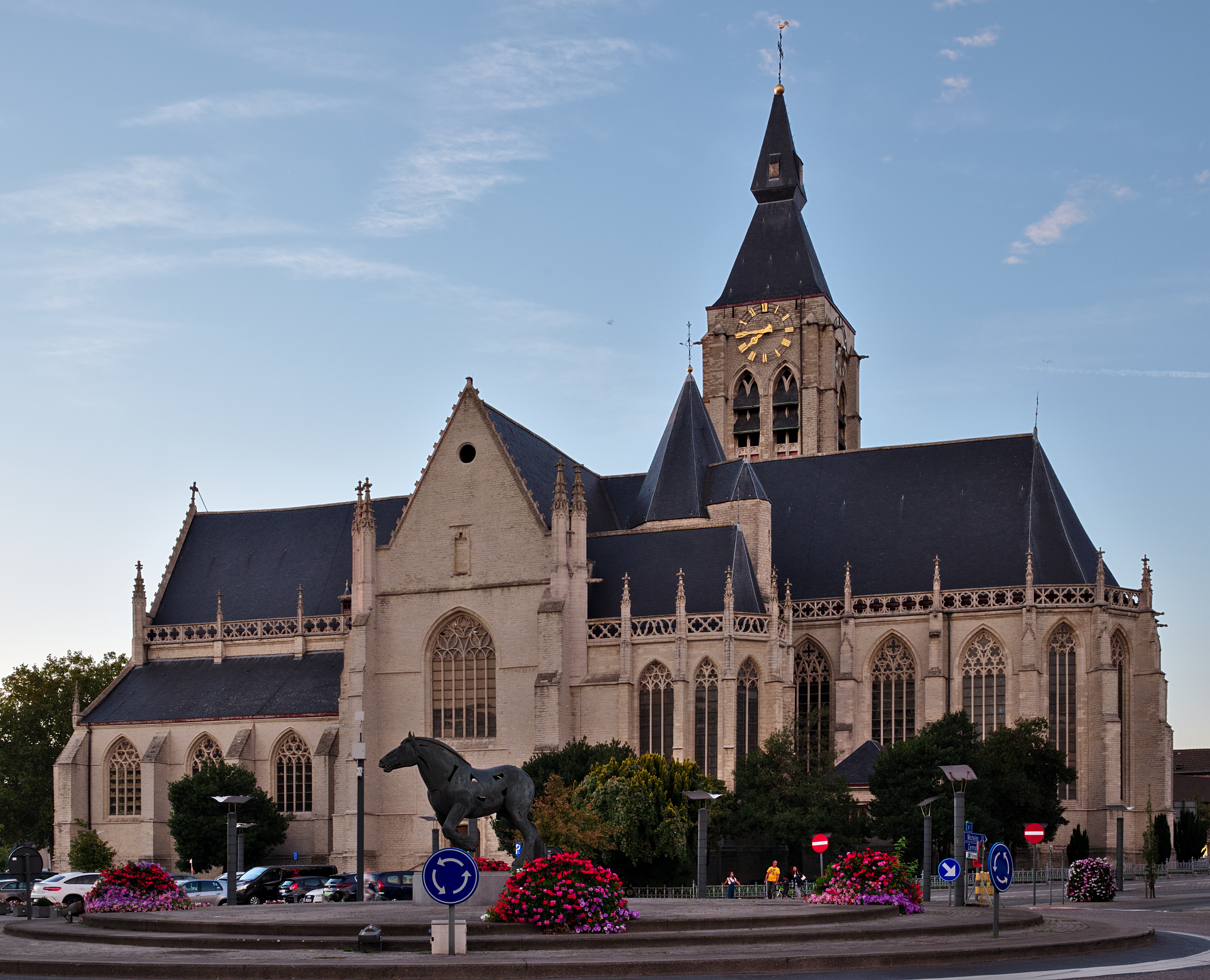
Onze-Lieve-Vrouw van Goede Hoop (Vilvoorde)
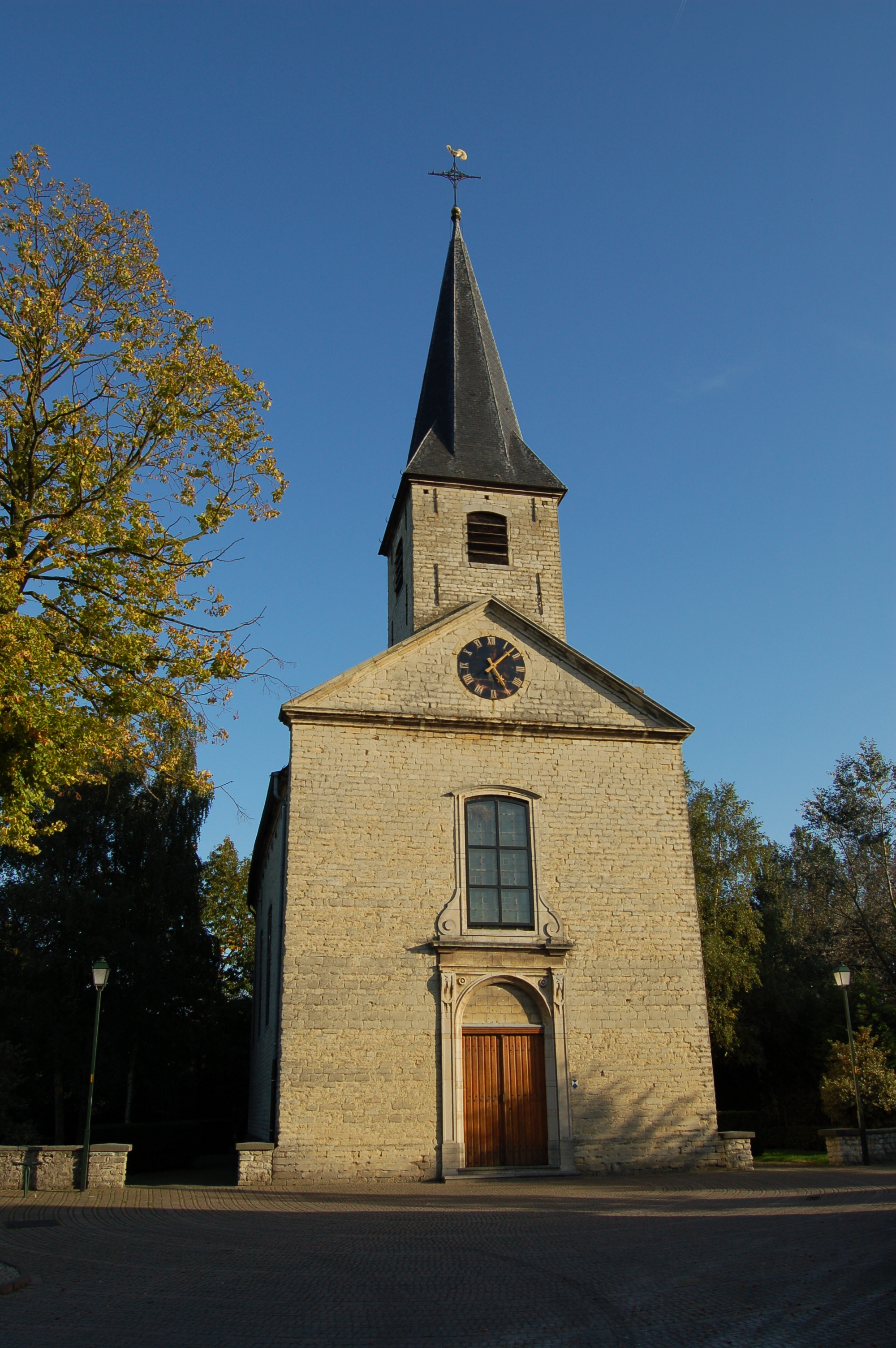
Parochiekerk Sint-Antonius, Houtem
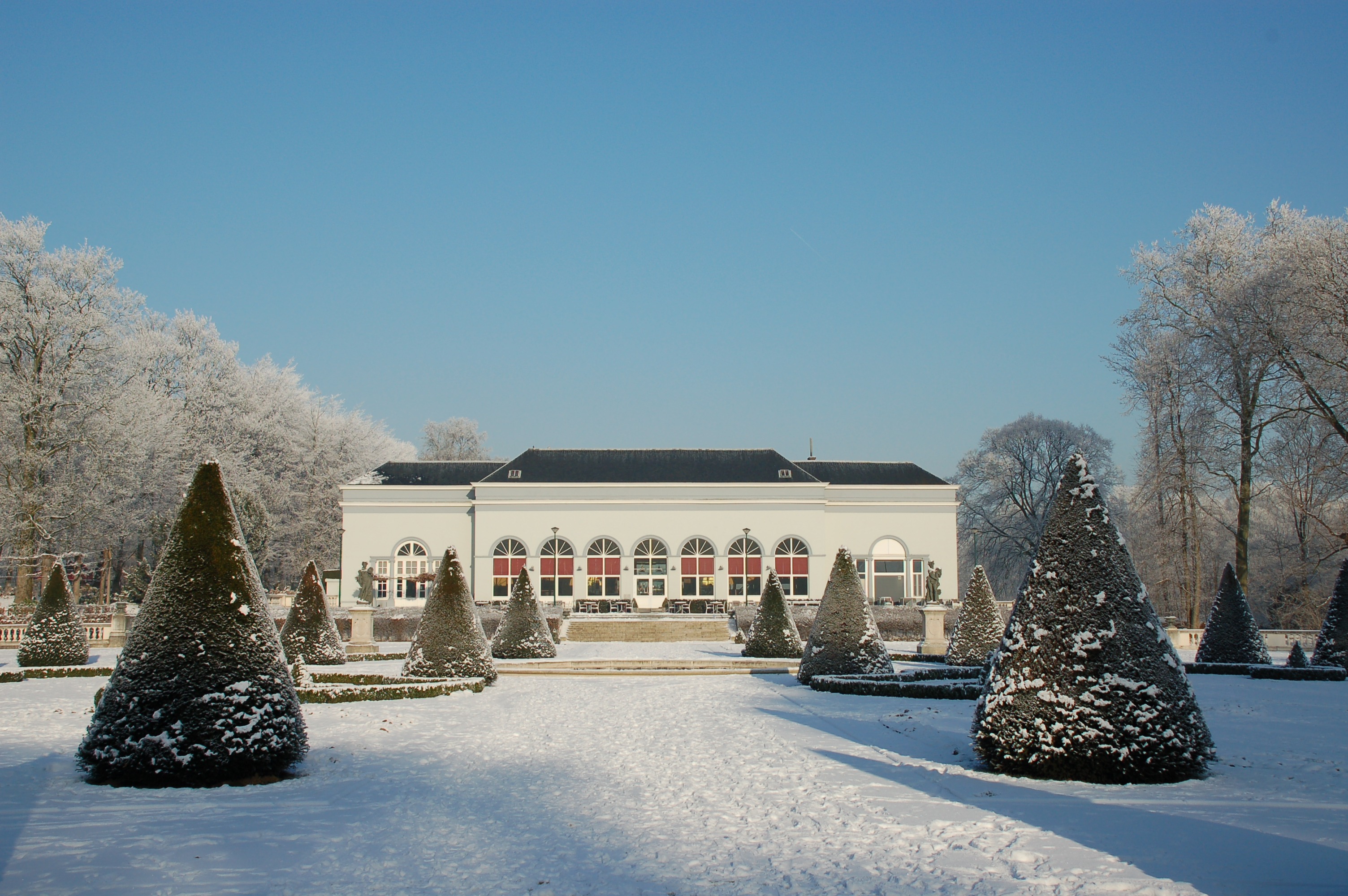
Domein Drie Fonteinen
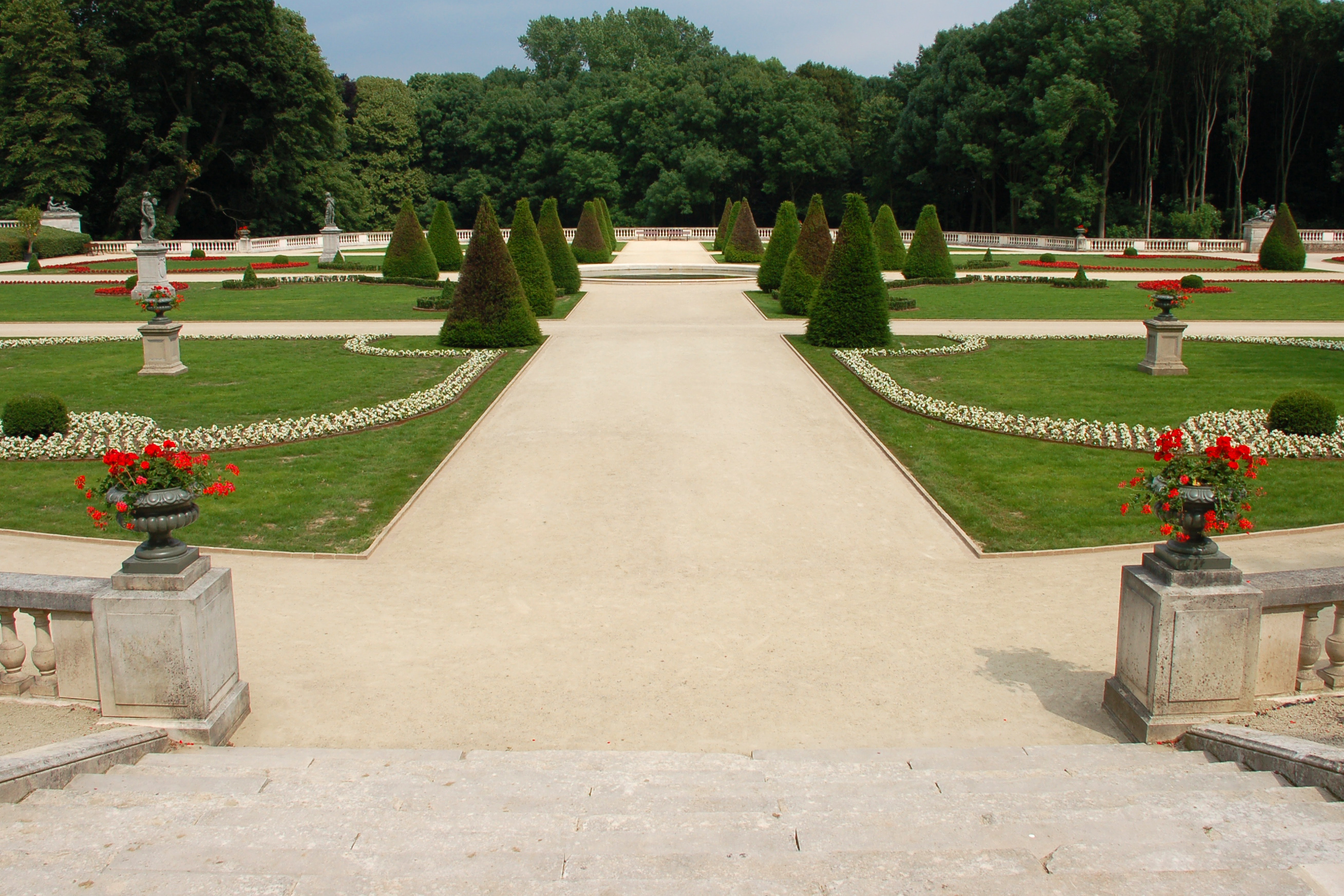
Domein Drie Fonteinen
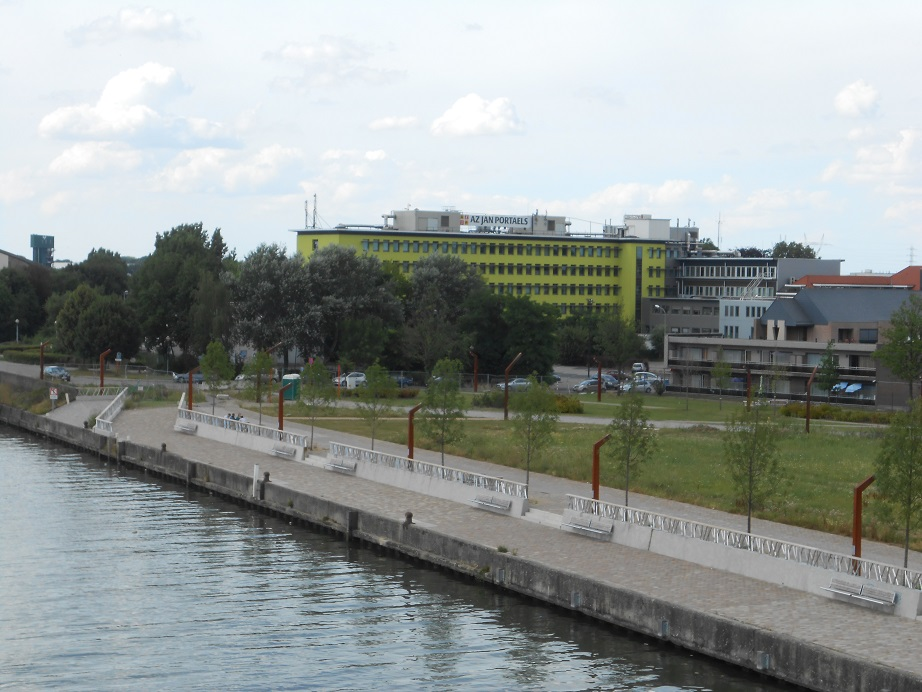
Het kanaal Brussel-Schelde, met op de achtergrond ziekenhuis AZ Jan Portaels
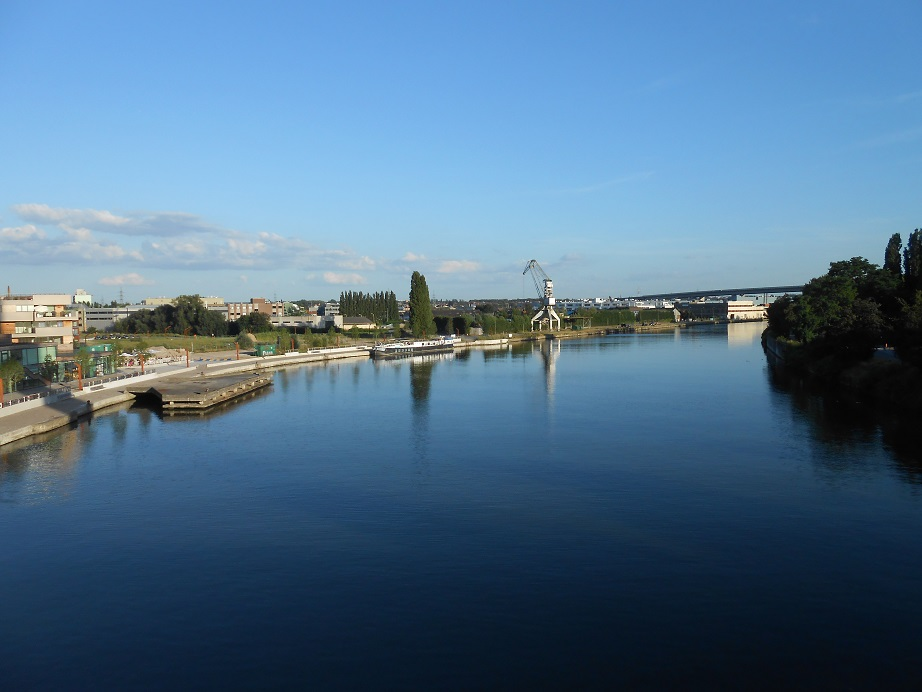
Het kanaal Brussel-Schelde ten zuiden van de Europabrug, met de (voormalige) brownfields aan de linkerkant en Drie Fonteinen aan de rechterkant
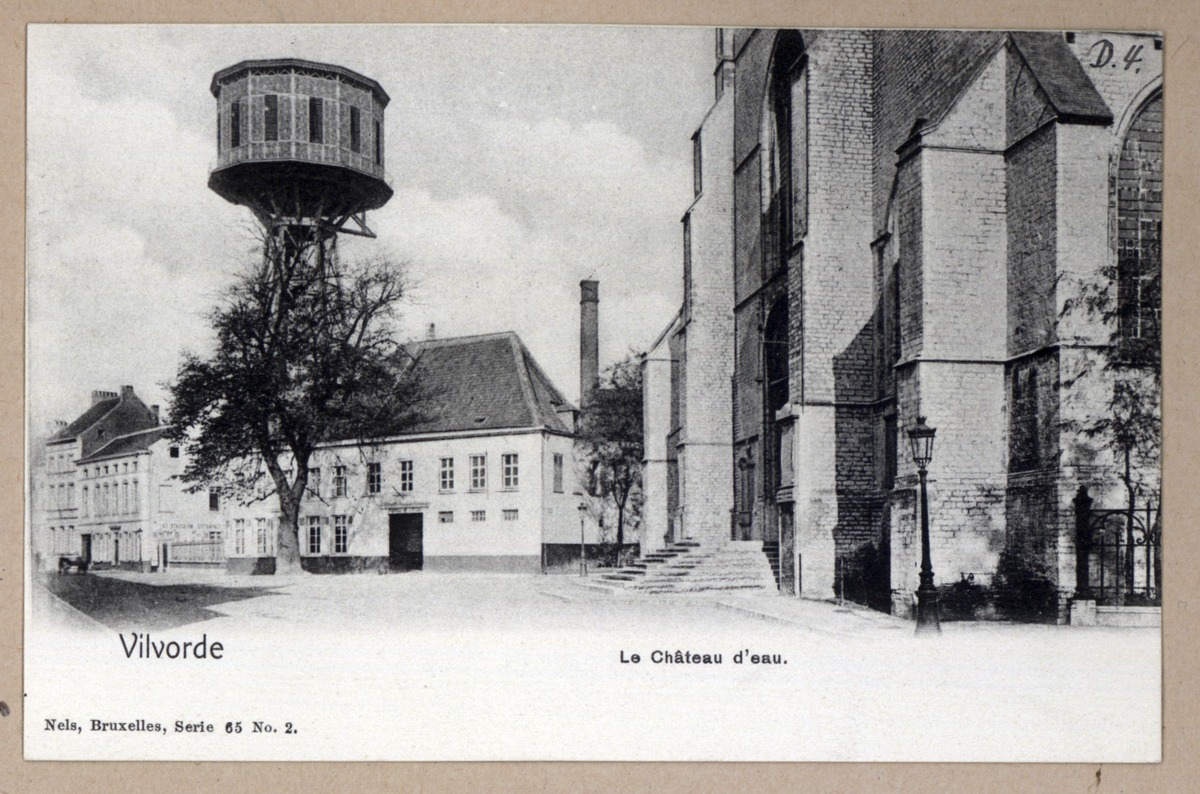
Het centrum van Vilvoorde met de thans verdwenen watertoren
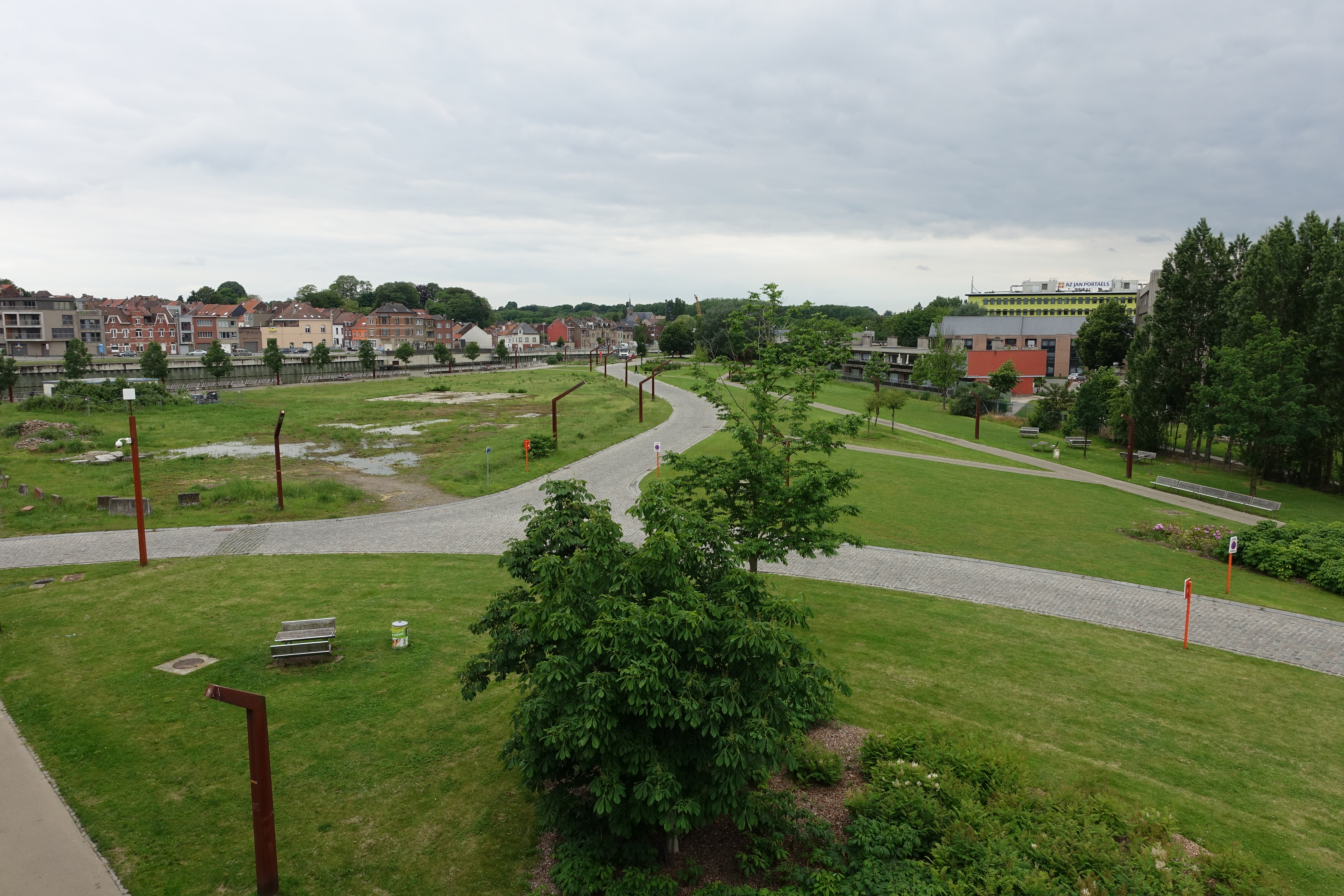
Noordelijke rand van het Kanaalpark (Watersite)
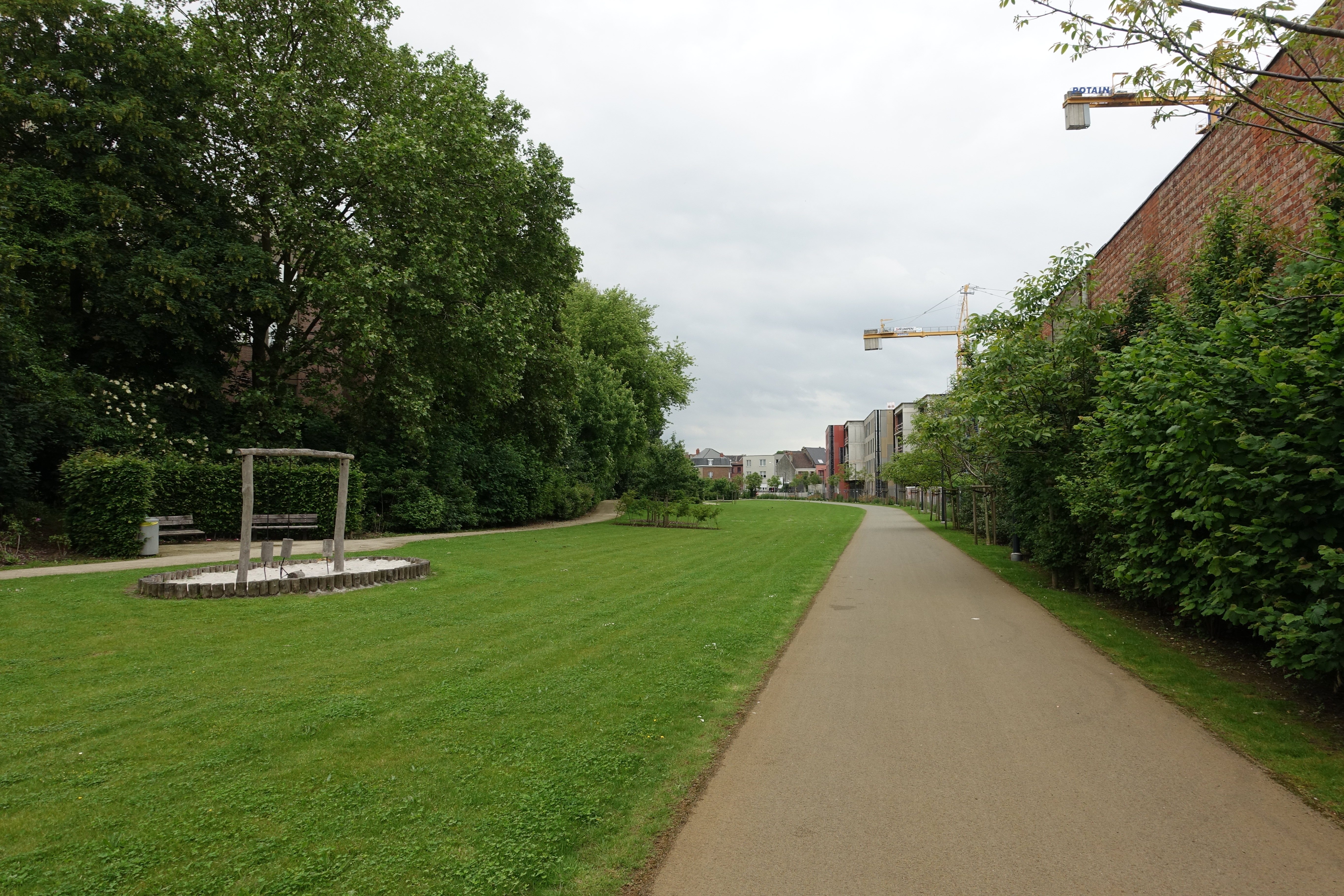
Gedempte bedding van de Zenne (Watersite)

## Natuur en landschap
Vilvoorde ligt aan de Zenne en aan de Willebroekse Vaart. Ook de Tangebeek loopt door Vilvoorde. Vilvoorde ligt in Zandlemig Vlaanderen en de hoogte varieert van 9-67 meter. De gemeente is, door de ligging nabij de Brusselse agglomeratie, sterk verstedelijkt en kent

### Natuurgebieden
- Bomputten
- Tangebeekbos
- Domein Drie Fonteinen
- Hanssenspark

### Koesterburen
Als koesterburen (autochtone soorten flora en fauna, ook wel oorspronkelijk inheems genoemd) kent Vilvoorde de planten Groot springzaad en de Grote pimpernel, aan dieren de huiszwaluw, het heggenranklieveheersbeestje, de in Nederland en België zeldzame iepenpage en de kamsalamander. De kamsalamander of grote watersalamander wordt in Nederland en België beschouwd als kwetsbaar en staat daarom op de Nederlandse Rode Lijst (amfibieën) en op de Vlaamse A-lijst van beschermde dieren.

## Demografie
Vilvoorde kende een sterke groei in de laatste decennia van de negentiende eeuw, wanneer de industrie in de stad zich begon te ontwikkelen. Tussen 1880 en 1890 groeide het inwonersaantal met maar liefst 35% op 10 jaar.
Een tweede groeispurt vond plaats in de jaren 20 van de twintigste eeuw, waarna de bevolking tot 25000 inwoners groeide (+ 6000 inwoners op 10 jaar tijd of +31%).
Rond 1970 piekte de bevolking op bijna 37000 inwoners. Ondanks de grote desindustrialisering in de jaren 70 van de twintigste bleef de ontvolking van de stad relatief beperkt in vergelijking met andere gedeeltes in het Brussels stadsgewest. In de jaren 80 verloor de stad 'slechts' 3000 inwoners. In de jaren 90 begon het bevolkingsaantal al terug te stijgen. Sinds 2000 kent de stad opnieuw een sterke bevolkingsgroei, wat haar in 2014 tot de snelst groeiende gemeente van Vlaanderen maakte. In 2015 was buurgemeente Machelen de sterkste groeier.

### Demografische evolutie voor de fusie
- Bronnen:NIS, Opm:1831 tot en met 1970=volkstellingen

### Demografische ontwikkeling van de fusiegemeente
Alle historische gegevens hebben betrekking op de huidige gemeente, inclusief deelgemeenten, zoals ontstaan na de fusie van 1 januari 1977.
- Bronnen:NIS, Opm:1831 tot en met 1981=volkstellingen; 1990 en later= inwonertal op 1 januari

| Inwoners van jaar tot jaar op 1 januari 1992 tot heden | Inwoners van jaar tot jaar op 1 januari 1992 tot heden | Inwoners van jaar tot jaar op 1 januari 1992 tot heden |
| jaar                                                   | Aantal                                                 | Evolutie: 1992=index 100                               |
| ------------------------------------------------------ | ------------------------------------------------------ | ------------------------------------------------------ |
| 1992                                                   | 33.028                                                 | 100,0                                                  |
| 1993                                                   | 33.253                                                 | 100,7                                                  |
| 1994                                                   | 33.287                                                 | 100,8                                                  |
| 1995                                                   | 33.346                                                 | 101,0                                                  |
| 1996                                                   | 33.483                                                 | 101,4                                                  |
| 1997                                                   | 33.806                                                 | 102,4                                                  |
| 1998                                                   | 34.130                                                 | 103,3                                                  |
| 1999                                                   | 34.538                                                 | 104,6                                                  |
| 2000                                                   | 34.982                                                 | 105,9                                                  |
| 2001                                                   | 35.141                                                 | 106,4                                                  |
| 2002                                                   | 35.567                                                 | 107,7                                                  |
| 2003                                                   | 36.033                                                 | 109,1                                                  |
| 2004                                                   | 36.466                                                 | 110,4                                                  |
| 2005                                                   | 36.956                                                 | 111,9                                                  |
| 2006                                                   | 37.324                                                 | 113,0                                                  |
| 2007                                                   | 37.964                                                 | 114,9                                                  |
| 2008                                                   | 38.557                                                 | 116,7                                                  |
| 2009                                                   | 39.097                                                 | 118,4                                                  |
| 2010                                                   | 39.628                                                 | 120,0                                                  |
| 2011                                                   | 40.493                                                 | 122,6                                                  |
| 2012                                                   | 41.005                                                 | 124,2                                                  |
| 2013                                                   | 41.432                                                 | 125,4                                                  |
| 2014                                                   | 41.843                                                 | 126,7                                                  |
| 2015                                                   | 42.418                                                 | 128,4                                                  |
| 2016                                                   | 43.017                                                 | 130,2                                                  |
| 2017                                                   | 43.653                                                 | 132,2                                                  |
| 2018                                                   | 44.015                                                 | 133,3                                                  |
| 2019                                                   | 44.727                                                 | 135,4                                                  |
| 2020                                                   | 45.495                                                 | 137,7                                                  |
| 2021                                                   | 45.715                                                 | 138,4                                                  |
| 2022                                                   | 46.354                                                 | 140,3                                                  |
| 2023                                                   | 46.993                                                 | 142,3                                                  |
| 2024                                                   | 47.455                                                 | 143,7                                                  |
| 2025                                                   | 48.040                                                 | 145,5                                                  |

### Spaanse gemeenschap
Opvallend is nog de grote Spaanse gemeenschap die oorspronkelijk na de Tweede Wereldoorlog emigreerde. Een op 10 mensen die in het centrum van Vilvoorde wonen hebben de Spaanse nationaliteit en een nog groter aantal zijn tot Belg genaturaliseerde Spanjaarden. 3/4 van de generatie Spanjaarden die nog in hun thuisland geboren zijn, zijn afkomstig van dezelfde gemeente, namelijk Peñarroya-Pueblonuevo in Andalusië. Vilvoorde is ook de enige stad buiten Andalusië waar jaarlijks het Fiesta Rociera wordt georganiseerd. Deze traditionele Spaanse feesten lokken zelfs ieder jaar Spanjaarden uit Nederland, Duitsland en Frankrijk. De Spanjaarden hebben in Vilvoorde ook hun eigen clubs, enkele winkeltjes en cafés en een voetbalclub.

## Politiek

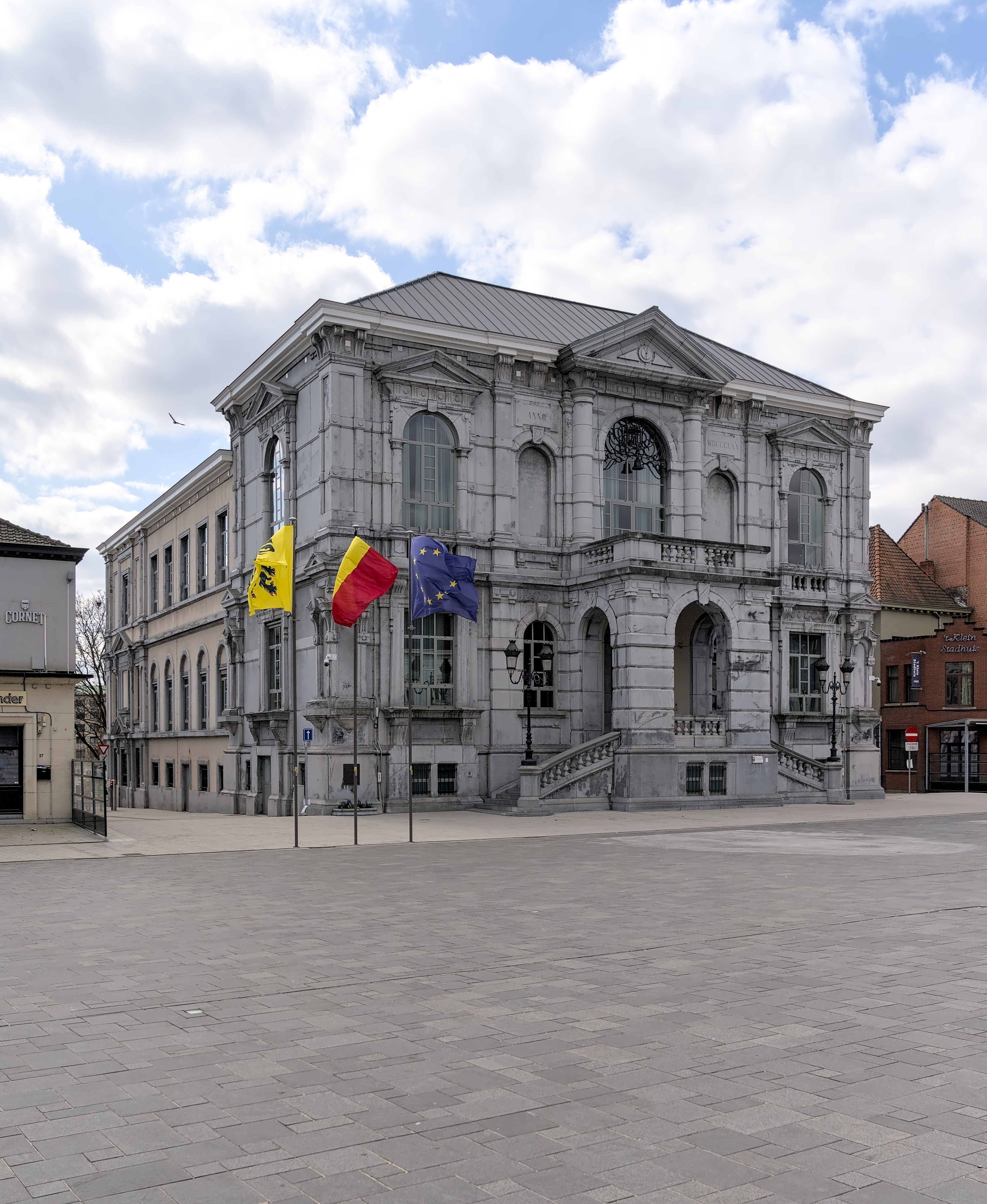
Het gemeentehuis

### Structuur
| Vilvoorde        | Vilvoorde        | Supranationaal         | Nationaal                         | Nationaal                | Gemeenschap              | Gewest                   | Provincie                | Arrondissement  | Provinciedistrict | Kanton          | Gemeente        |
| ---------------- | ---------------- | ---------------------- | --------------------------------- | ------------------------ | ------------------------ | ------------------------ | ------------------------ | --------------- | ----------------- | --------------- | --------------- |
| Administratief   | Niveau           | Europese Unie          | België                            | België                   | Vlaanderen               | Vlaanderen               | Vlaams-Brabant           | Halle-Vilvoorde | Halle-Vilvoorde   | Halle-Vilvoorde | Vilvoorde       |
| Administratief   | Bestuur          | Europese Commissie     | Belgische regering                | Belgische regering       | Vlaamse regering         | Vlaamse regering         | Deputatie                | Deputatie       | Deputatie         | Deputatie       | Gemeentebestuur |
| Administratief   | Raad             | Europees Parlement     | Kamer van volksvertegenwoordigers | Vlaams Parlement         | Vlaams Parlement         | Vlaams Parlement         | Provincieraad            | Provincieraad   | Provincieraad     | Provincieraad   | Gemeenteraad    |
| Kiesomschrijving | Kiesomschrijving | Nederlands Kiescollege | Kieskring Vlaams-Brabant          | Kieskring Vlaams-Brabant | Kieskring Vlaams-Brabant | Kieskring Vlaams-Brabant | Kieskring Vlaams-Brabant | Halle-Vilvoorde | Vilvoorde         | Vilvoorde       | Vilvoorde       |
| Verkiezing       | Verkiezing       | Europese               | Federale                          | Federale                 | Vlaamse                  | Vlaamse                  | Provincieraads-          | Provincieraads- | Provincieraads-   | Provincieraads- | Gemeenteraads-  |

### Geschiedenis

#### Burgemeesters
| Tijdspanne | Tijdspanne  | Burgemeester                                           |
| ---------- | ----------- | ------------------------------------------------------ |
|            | 1825 - 1827 | Jules Wellens (zoon van Louis de Wellens)              |
|            | 1828 - 1836 | J.B. Kumps                                             |
|            | 1836 - 1839 | Louis Delvaux                                          |
|            | 1839 - 1870 | Benoît Hanssens (LP)                                   |
|            | 1871 - 1879 | Egide Portaels (broer van kunstschilder Jean Portaels) |
|            | 1879 - 1905 | Edmond Hanssens (LP, zoon van Benoît Hanssens)         |
|            | 1905 - 1926 | Xavier Buisset                                         |
|            | 1926 - 1937 | Etienne Blondieau (katholiek)                          |
|            | 1937 - 1938 | Pieter Buys (katholiek)                                |
|            | 1938 - 1942 | Karel-Jan Frans Poot (LP)                              |

| Tijdspanne | Tijdspanne   | Burgemeester                                                         |
| ---------- | ------------ | -------------------------------------------------------------------- |
|            | 1942 - 1944  | Ernest Borrey (VNV)                                                  |
|            | 1944 - 1962  | Karel-Jan Frans Poot (Verkiezing 24.11.46; regentbesluit 27/02/1947) |
|            | 1962 - 1964  | Adolf Peeters (LP)                                                   |
|            | 1964 - 1979  | Frans Gelders (BSP)                                                  |
|            | 1979 - 1983  | Ernest De Bock (SP)                                                  |
|            | 1983 - 1993  | Laurent Moyson (CVP)                                                 |
|            | 1994 - 2000  | Willy Cortois (VLD)                                                  |
|            | 2001 - 2007  | Jean-Luc Dehaene (CD&V)                                              |
|            | 2007 - 2012  | Marc Van Asch (CD&V)                                                 |
|            | 2013 - 2024  | Hans Bonte (sp.a)                                                    |
|            | 2025 - heden | Jo De Ro (Open Vld)                                                  |

#### Legislatuur 2001-2006
De zittende coalitie VLD-CVP viel uiteen. Willy Cortois (VLD) verloor de burgemeestersjerp aan Jean-Luc Dehaene die een minderheidscoalitie op de been bracht van CVP, SP (Hans Bonte) en Agalev met steun van twee van de drie FDF-verkozenen (Jean Vermote en Monique Gob-Devuyst). Kort na de verkiezingen bood Vlaams Blok-verkozene Rita Van Dam aan om uit haar partij te stappen en als onafhankelijke de CVP te steunen.

#### Legislatuur 2013-2018
De CD&V-kieslijst werd getrokken door burgemeester Marc Van Asch. Groen en sp.a trokken, evenals bij de vorige verkiezingen gemeenschappelijk naar de kiezer. Lijsttrekker was Hans Bonte. De liberalen trokken verdeeld naar de stembus: enerzijds was er de Open Vld-lijst met Jo De Ro als lijsttrekker, anderzijds was er de kieslijst 'Vilvocraten' van Alain Van Hende. Voor N-VA was Jan Anciaux lijsttrekker, voor Vlaams Belang Filip De Man en voor het UF ten slotte Mbami Monsempo-Ntonga. Burgemeester werd Hans Bonte (sp.a-Groen). Hij leidde een coalitie bestaande uit sp.a-Groen, N-VA en Open Vld. Samen vormden ze de meerderheid met 22 op 35 zetels. Populairste politici waren Hans Bonte (sp.a, 1.876), Fatima Lamarti (sp.a, 1.345), Marc Van Asch (CD&V, 1.035), Jo De Ro (Open Vld, 1.019) en Jan Anciaux (N-VA, 947).

#### Legislatuur 2019-2024
Het kartel sp.a-Groen, aangevoerd door uittredend burgemeester Hans Bonte, werd de grootste partij met 31,8 procent van de stemmen en 13 op 35 zetels. Er werd een coalitie gevormd met de Open Vld van lijsttrekker Jo De Ro en de CD&V van Peter Van Kemseke, die samen een ruime meerderheid vormden van 26 op 35 zetels. In de oppositie zetelden de N-VA van Jan Anciaux, het Vlaams Belang van Jurgen Van Duyse, het UF van Mbami Monsempo-Ntonga en de PVDA van Sander Barrez.

#### Legislatuur 2024-2030
Bij de verkiezingen van oktober 2024 trokken Open Vld en CD&V in kartel naar de Vilvoordse kiezer, aangevoerd door Open Vld'er Jo De Ro. De lijst werd de grootste met 34,2 procent van de stemmen en 14 op 35 zetels en versloeg het Vooruit van uittredend burgemeester Hans Bonte, dat na het uiteenvallen van het kartel alleen naar de kiezer was getrokken en 25,1 procent had behaald. Open Vld/CD&V vormde een rechtse coalitie met de N-VA van Jan Anciaux, samen goed voor 19 van de 35 zetels in de gemeenteraad. Naast Vooruit bestond de oppositie uit de PVDA van Sander Vandecapelle, Groen van Barbara de Bakker, Team Fouad Ahidar en de Franstalige MR.

### Resultaten gemeenteraadsverkiezingen sinds 1976
| Partij of kartel     | Partij of kartel                         | 10-10-1976 | 10-10-1976 | 10-10-1982 | 10-10-1982 | 9-10-1988 | 9-10-1988 | 9-10-1994 | 9-10-1994 | 8-10-2000 | 8-10-2000 | 8-10-2006 | 8-10-2006 | 14-10-2012 | 14-10-2012 | 14-10-2018 | 14-10-2018 | 13-10-2024 | 13-10-2024 |
| Stemmen / Zetels     | Stemmen / Zetels                         | %          | 33         | %          | 31         | %         | 31        | %         | 31        | %         | 31        | %         | 33        | %          | 35         | %          | 35         | %          | 35         |
| -------------------- | ---------------------------------------- | ---------- | ---------- | ---------- | ---------- | --------- | --------- | --------- | --------- | --------- | --------- | --------- | --------- | ---------- | ---------- | ---------- | ---------- | ---------- | ---------- |
|                      | PVV1 / VLD2 / Open Vld3 / Open Vld CD&VB | 14,841     | 5          | 16,321     | 6          | 22,641    | 8         | 23,742    | 9         | 23,652    | 9         | 20,072    | 7         | 15,873     | 6          | 20,83      | 8          | 34,2B      | 14         |
|                      | CVP1/ CD&V+N-VAA/ CD&V2 / Open Vld CD&VB | 28,11      | 11         | 22,811     | 8          | 29,421    | 11        | 25,111    | 10        | 271       | 10        | 24,97A    | 9         | 13,332     | 5          | 12,82      | 5          | 34,2B      | 14         |
|                      | VU1/ VU&ID2/ CD&V+N-VAA/ N-VA3           | 8,951      | 2          | 6,971      | 2          | 4,761     | 1         | 2,631     | 0         | 2,92      | 0         | 24,97A    | 9         | 16,013     | 6          | 12,43      | 4          | 15,43      | 5          |
|                      | SP1/ sp.a-GroenB/ Vooruit2               | 26,751     | 10         | 22,751     | 8          | 19,581    | 7         | 14,761    | 5         | 13,271    | 4         | 18,63B    | 6         | 24,84B     | 10         | 31,8B      | 10         | 25,12      | 10         |
|                      | Agalev1/ sp.a-GroenB/ Groen2             | -          |            | 3,091      | 0          | 4,571     | 0         | 5,021     | 1         | 61        | 1         | 18,63B    | 6         | 24,84B     | 10         | 31,8B      | 3          | 5,12       | 1          |
|                      | Vlaams Blok1/ Vlaams Belang2             | -          |            | -          |            | -         |           | 13,291    | 4         | 13,241    | 4         | 21,862    | 8         | 8,632      | 2          | 7,82       | 2          | -          |            |
|                      | UFC                                      | -          |            | -          |            | -         |           | -         |           | -         |           | -         |           | 10,71C     | 3          | 7,8C       | 2          | -          |            |
|                      | FDF1/ FDF-PS2                            | 13,381     | 4          | 11,81      | 4          | 10,951    | 3         | 8,961     | 2         | 10,451    | 3         | 11,32     | 3         | 10,71C     | 3          | 7,8C       | 2          | -          |            |
|                      | cdH                                      | -          |            | -          |            | -         |           | -         |           | -         |           | 3,17      | 0         | 10,71C     | 3          | 7,8C       | 2          | -          |            |
|                      | MR                                       | -          |            | -          |            | -         |           | -         |           | -         |           | -         |           | 10,71C     | 3          | 7,8C       | 2          | 4,7        | 1          |
|                      | PVDA1/ PVDA*PTB2                         | 0,711      | 0          | 0,371      | 0          | 0,731     | 0         | 0,771     | 0         | -         |           | -         |           | -          |            | 4,82       | 1          | 10,61      | 3          |
|                      | Team Fouad Ahidar+1800                   | -          |            | -          |            |           |           | -         |           | -         |           | -         |           | -          |            | -          |            | 5,0        | 1          |
|                      | Vilvocraten                              | -          |            | -          |            | -         |           | -         |           | -         |           | -         |           | 10,62      | 3          | -          |            | -          |            |
|                      | NIVIL1/ NIEVEL2                          | -          |            | 9,741      | 3          | 6,612     | 1         | -         |           | -         |           | -         |           | -          |            | -          |            | -          |            |
|                      | SOFI                                     | 4,83       | 1          | 3,1        | 0          | -         |           | -         |           | -         |           | -         |           | -          |            | -          |            | -          |            |
|                      | Anderen(*)                               | 2,44       | 0          | 3,06       | 0          | 0,74      | 0         | 5,71      | 0         | 3,5       | 0         | -         |           | -          |            | 1,9        | 0          | -          |            |
| Totaal stemmen       | Totaal stemmen                           | 24050      | 24050      | 22178      | 22178      | 22253     | 22253     | 21408     | 21408     | 22018     | 22018     | 23718     | 23718     | 23755      | 23755      | 25638      | 25638      | 16746      | 16746      |
| Opkomst %            | Opkomst %                                |            |            |            |            | 93,09     | 93,09     | 91,83     | 91,83     | 90,29     | 90,29     | 92,25     | 92,25     | 87,26      | 87,26      | 90,2       | 90,2       | 56,0       | 56,0       |
| Blanco en ongeldig % | Blanco en ongeldig %                     | 3,58       | 3,58       | 4,75       | 4,75       | 4,96      | 4,96      | 5,26      | 5,26      | 4,34      | 4,34      | 4,21      | 4,21      | 4,39       | 4,39       | 4,7        | 4,7        | 2,4        | 2,4        |

De rode cijfers naast de gegevens duiden aan onder welke naam de partijen telkens bij een verkiezing opkwamen.

De zetels van de gevormde meerderheid staan vetjes weergegeven. De grootste partij is in kleur.
 (*) 1976: KPB (2,44%) / 1982: KPB (1,42%), GEMBEL (0,85%), RAD (0,79%) / 1988: KPB-SAP (0,74%) / 1994: FIM-PGO (3,17%), NF (0,96%), VDV (1,58%) / 2000: FIM-PGO (1,3%), PSBV (1,39%), STAVIL (0,34%), VDB (0,47%) / 2018: Voluit Respect! (1,9%)

## Cultuur

### Bijnaam
- De Vilvoordenaars hebben als bijnaam "Pjeirefretters" (paardenvreters) omdat paardenbiefstuk een Vilvoordse specialiteit is.

### Muziek
- Kris De Bruyne zong in 1975 het lied "Vilvoorde City" over de stad.

### Stadsambassadeur
- In 2017 stelde de stad voor de eerste keer een stadsambassadeur aan. De eer viel te beurt aan Ish Ait Hamou.
- In 2018 werd Ecoworks aangeduid als stadsambassadeur.
- Lucas Vanclooster en Kristien Bonneure kregen in 2019 de titel van stadsambassadeur toebedeeld. Na het overlijden van hun zoon Frederik, werd deze titel postuum aan hem overgedragen.
- In 2021 werd atlete Noor Vidts aangesteld als stadsambassadeur.
- In 2022 werd de titel van stadsambassadeur toegekend aan Lene Bettens. Zij richtte 'fanvanvilvoorde' op, omdat, volgens haar, de Vilvoordenaars wat fierder mogen zijn op hun stad. Dit doet ze onder andere door foto's, video's, posts,... te delen op sociale media met de hashtag #fanvanvilvoorde.

## Mobiliteit
Door de nabijheid van de luchthaven Brussels Airport, de ringweg R0 rond Brussel, het zeekanaal en de E19 is Vilvoorde een interessante locatie voor transport en logistiek bedrijven, die zich kwamen vestigen op het nieuwe Cargovil bedrijvenpark. Op dit terrein, gelegen aan het kanaaldok, werd recent ook een containerterminal geopend, zodat gecombineerd weg-watertransport mogelijk werd.
Vilvoorde is ook bekend vanwege zijn bijna 2 kilometer lange viaduct van Vilvoorde op de ringweg rond Brussel. Het viaduct overspant op een hoogte van zowat 30 meter het Zeekanaal Brussel-Schelde.
In het nieuwe Brabantnet zou Vilvoorde rond 2020 opnieuw een tramlijn krijgen. In het plan van De Lijn wordt het UZ Jette via Het Voor, Domein 3 Fonteinen, de Europabrug en het station verbonden met de Brussels Airport.

## Economie
De oude industrieën zijn ondertussen grotendeels verdwenen uit Vilvoorde. Een laatste grote opdoffer kwam er in 1997 met de sluiting van de Renault Vilvoorde. De omschakeling van traditionele industrieën naar modernere bedrijven was toen echter al ingezet: de komst van de Vlaamse Televisie Maatschappij (VTM) in 1989 was de voorbode van een nieuwe impuls voor Vilvoorde. Verschillende mediabedrijven volgden in het kielzog van VTM, waaronder het productiehuis Woestijnvis, de televisiezender Vitaya, de regionale tv-omroep Ring-tv en het weekblad Humo. Het industriële verleden van de stad werd in herinnering gebracht door het installeren van een aantal oude machines als monument op verschillende locaties in de stad. Op woensdag en zaterdag wordt er een markt gehouden.

## Stedenbanden
- Frankrijk - Maubeuge
- Nederland - Middelburg
- Duitsland - Ennepetal
- Spanje - Peñarroya-Pueblonuevo
- Japan - Komatsu

## Nabijgelegen kernen
Verbrande Brug, Borgt, Eppegem, Houtem, Peutie, Koningslo, Neder-Over-Heembeek, Machelen